# Seize mille lieues à travers l'Asie et l'Océanie
Seize mille lieues à travers l'Asie et l'Océanie est un récit de voyage autobiographique de Henry Russell paru en 1864 aux éditions Hachette, en deux volumes.

## L'œuvre

### Genèse
Après un premier voyage en Amérique du Sud en 1856 puis un deuxième vers l'Amérique du Nord en 1857, qui donne lieu à la publication de son premier ouvrage, Notes par voies et chemins dans le Nouveau Monde, Henry Russell entreprend un nouveau voyage vers l'Asie et l'Océanie.
Parti de Londres vers la Russie par bateau à la fin du mois de septembre 1868, il rejoint Saint-Pétersbourg  puis Moscou, Tomsk et enfin Irkoutsk, où il rencontre le comte Nikolaï Mouraviov-Amourski, gouverneur de la Sibérie orientale. Henry Russell poursuit son voyage vers la Chine puis le Japon, et cherche à gagner l'Australie, séjournant entre-temps à Hong Kong, Macao et Canton.
Arrivé à Melbourne au début du mois de janvier 1860, il visite le pays puis rejoint la Nouvelle-Zélande avant de rentrer en Australie pour rejoindre l'Inde et Calcutta. Après un séjour à Darjeeling, au pied des montagnes himalayennes, il visite plusieurs villes indiennes et regagne l'Europe après une dernière escale en Égypte puis à Istanbul. Son voyage s'achève au début du mois d'août 1861, au terme d'un parcours de 64 000 kilomètres à travers quatre continents.

### Écriture et publication
Le voyage de Henry Russell est financé par son père, Thomas-John Russell, qui lui envoie régulièrement des lettres de change. Celles-ci arrivent parfois en retard, comme à Calcutta pendant l'été 1860. Ayant besoin d'argent, Henry Russell propose alors à l'hebdomadaire The Englishman une série d'articles rédigés à partir des notes prises sur son voyage de Kiakhta à Pékin et le long du fleuve Amour. Ces reportages sont publiés pendant quinze semaines.
À son retour à Pau, Henry Russell entame la mise en forme de ses notes afin de publier un récit de son extraordinaire aventure. Il sollicite l'éditeur Louis Hachette qui lui propose de signer le 30 juin 1863 un contrat portant sur l'impression de 2 000 exemplaires, auxquels s'ajoutent 20 exemplaires pour Russell et quelques autres conservés par l'éditeur.
Les éditions Hachette se chargent donc de l'impression de l'ouvrage qui reçoit le titre de Seize mille lieues à travers l'Asie et l'Océanie, en deux volumes de 427 et 428 pages. Il s'agit d'une avance sur recettes pour les coûts d'impression, Henry Russell étant tenu par son contrat de rembourser les frais dès la deuxième année en cas de mévente.
Henry Russell fait paraître une deuxième édition de l'ouvrage, également en deux volumes, aux éditions Amyot, en 1866. Grâce à l'appui du général Nikolaï Mouraviov-Amourski, il fait aussi l'objet d'une édition en russe, publiée en 1871 à Saint-Pétersbourg, suivie d'une autre en 1875.

## Critique
Dès sa parution cet ouvrage fait l'objet de commentaires assez divers : le Journal des débats y consacre deux articles, l'un plutôt critique de la part d'Émile Deschanel, l'autre plus favorable sous la plume de Jean-Jacques Ampère, tandis que Charles de Mazade en fait l'éloge dans La Revue des Deux Mondes. Ces différentes critiques apportent à Russell une certaine notoriété auprès d'un public cultivé, cependant que Jules Verne reprend sa description de la ville de Tomsk dans Michel Strogoff, paru en 1867. Françoise Besson évoque même l'hypothèse que Russell ait pu servir de modèle à Phileas Fogg, le héros de son roman Le Tour du monde en quatre-vingts jours, paru en 1872,.

## Éditions
- Seize mille lieues à travers l'Asie et l'Océanie, Paris, Hachette, 1864 : Tome premier et Tome second
- 16000 lieues à travers l'Asie et l'Océanie, Paris, Amyot, 1866 : Première série et Deuxième série